# إي. جي. وليامز
إي. جي. وليامز هو سياسي كندي، (ولد في براندون في كندا 1918 – 2021 م).